# Orthosia rufescens
Orthosia rufescens là một loài bướm đêm trong họ Noctuidae.